# Mar Jónico
El mar Jónico (en griego: Ιóνιo Πέλαγος, en italiano: mar Ionio) es un brazo del mar Mediterráneo, al sur del mar Adriático. Está limitado al oeste por Italia, y más exactamente por las costas orientales de Calabria y Sicilia, y por las costas suroccidentales de Apulia; mientras que al este limita con el extremo sur de Albania, las Islas Jónicas y el oeste de Grecia. Está unido al mar Tirreno a través del estrecho de Mesina y al mar Adriático a través del canal de Otranto.
La fosa de Calipso, el punto más profundo del Mediterráneo, está situado en el mar Jónico y alcanza una profundidad de 5.267 m. El mar Jónico es también ampliamente conocido por ser una de las regiones con mayor actividad sísmica del mundo.
Hay rutas de transbordadores entre Patras e Igoumenitsa (Grecia), y Brindisi y Ancona (Italia), que cruzan el este y el norte del mar Jónico, y desde El Pireo hacia el oeste. La fosa de Calipso se encuentra a 36°34′N 21°8′E.
En la Antigüedad, era el principal mar donde se comerciaba entre la Antigua Grecia y la Antigua Roma.

## Delimitación de la IHO
La máxima autoridad internacional en materia de delimitación de mares, la Organización Hidrográfica Internacional («International Hydrographic Organization, IHO), considera el mar Jónico como una subdivisión del mar Mediterráneo. En su publicación de referencia mundial, «Limits of oceans and seas» (Límites de océanos y mares, 3.ª edición de 1953), le asigna el número de identificación 28 (f) y define sus límites de la forma siguiente:

En el Norte.
 Una línea que va desde la desembocadura del río Butrinto (39°44'N) en Albania, hasta el cabo de Karagol en Corfú (39°45'N), a lo largo de la costa Norte de Corfú al cabo Kephali (39°45'N) y desde allí hasta el cabo de Santa Maria de Leuca, en Italia. 
 En el Este.
 Desde la desembocadura del río Butrinto, en Albania, bajando la costa de la península hasta cabo Matapán.  
 En el Sur.
 Una línea de cabo Matapán a cabo Passero, el punto más meridional de Sicilia. 
 En el Oeste.
La costa oriental de Sicilia y la costa sudeste de Italia hasta el cabo de Santa Maria di Leuca.
Limits of oceans and seas, pág. 17.

## Geología
La geología del mar Jónico, es bastante fascinante. Esta región se caracteriza por una actividad tectónica compleja, deposición sedimentaria y formaciones geológicas diversas, lo que lo convierte en una región dinámica y geológicamente rica.
Configuración tectónica: El Mar Jónico se encuentra en el límite entre la Placa Africana y la Placa Euroasiática. La Placa Africana se mueve hacia el norte y se subduce bajo la Placa Euroasiática. Esta actividad tectónica tiene importantes implicaciones para la geología de la región, contribuyendo a la formación de cadenas montañosas, actividad sísmica y actividad volcánica.
Zona de subducción: El Mar Jónico forma parte de la compleja zona de subducción conocida como el Arco Calabrés. Esta zona de subducción involucra a la Placa Africana hundiéndose bajo la Placa Euroasiática, lo que da lugar a la formación de los Apeninos en Italia y el Arco Helénico en Grecia.
Cuencas sedimentarias: El mar presenta varias cuencas sedimentarias, como la Cuenca Jónica, que está llena de secuencias gruesas de rocas sedimentarias. Estos sedimentos se han depositado a lo largo de millones de años, incluyendo caliza, marga y arcilla.
Actividad sísmica: La región experimenta una actividad sísmica frecuente debido a las interacciones tectónicas en curso. Los terremotos son relativamente comunes y pueden ser bastante significativos, afectando las áreas costeras y las islas. Terremotos notable: terremoto de Mesina de 1908: uno de los terremotos más significativos de la región, este evento afectó a la ciudad de Messina en Sicilia y causó una gran destrucción y pérdida de vidas. Registró una magnitud de aproximadamente 7.1-7.5 y fue seguido por un tsunami; terremotos de Italia Central 2016-2017: aunque afectaron principalmente al centro de Italia, los eventos sísmicos de este período, incluido el terremoto de Amatrice en agosto de 2016, fueron influidos por los procesos tectónicos relacionados con la zona de subducción y sus réplicas se sintieron en la región Jónica.
Actividad volcánica: La actividad tectónica también contribuye a la actividad volcánica en las áreas circundantes. Por ejemplo, la isla volcánica de Estromboli, parte de las Islas Eólicas al norte del Mar Jónico, es uno de los volcanes más activos del Mediterráneo.
Cadenas montañosas: Los procesos geológicos han esculpido varias cadenas montañosas alrededor del Mar Jónico, incluyendo los Apeninos en Italia y la Cordillera del Pindo en Grecia (con 180 km de longitud, el macizo del Pindo culmina a 2637 m en el Smólikas. Es parte del arco montañoso que comienza en los Alpes, se extiende después al este por los Alpes Dináricos, las montes Šar y luego continúa (después del Pindo) por el Parnaso y las montañas del Peloponeso, para tras atravesar las islas de Citera, Creta, Kárpatos y Rodas, terminar con el montes Tauro, ya en el Asia Menor.). Estas montañas están formadas principalmente por una combinación de rocas sedimentarias y metamórficas.
Geomorfología costera: Las costas alrededor del Mar Jónico exhiben una variedad de características geomorfológicas, incluyendo acantilados escarpados, paisajes kársticos y depósitos sedimentarios extensos. La interacción entre el levantamiento tectónico y la erosión ha creado un paisaje costero dramático.

## Historia
El nombre de mar Jónico se dio por primera vez a la parte del mar comprendida entre Corcyra (Corfu) y Promontorio Iapigio (sur) y la costa italiana a la entrada del Adriático (norte), y por extensión también a la parte sur del Adriático hasta el Gargano (Heródoto, Tucídides). En el siglo I, Estrabón dio el Promontorio Acrocerauno como límite septentrional del mar Jónico y especificó (en el Libro VII) que "El golfo Jónico es parte de lo que ahora se llama Adriático", mientras que indicó el sur del mar Jónico como el mar de Sicilia, es decir, la parte entre Sicilia y el Peloponeso.
Incluso Claudio Ptolomeo atestigua que la delimitación de la cuenca del mar Adriático tiene un límite preciso en la costa norte del Gargano, cerca de la ciudad de Hyrium, un pequeño castillo frente a las Islas Diomedee. Para Ptolomeo, las localidades de los Peucetios (Egnatia, Barium), y las localidades de los Apuli Dauni (Salapia, Sipuntum, Apenestae, Monte Gargano e Hyrium) se encuentran en el mar Jónico, mientras que las localidades de los Frentani (Río Tifernus, Buca e Histonium) están en el golfo del mar Adriático.
El mar fue el lugar de la famosa batalla naval entre Octavio y Marco Antonio conocida como la batalla de Accio, una guerra librada en el año 31 a. C. También es famoso por el héroe de la mitología griega antigua llamado Odiseo, que era de la isla de Ítaca.

## Lugares

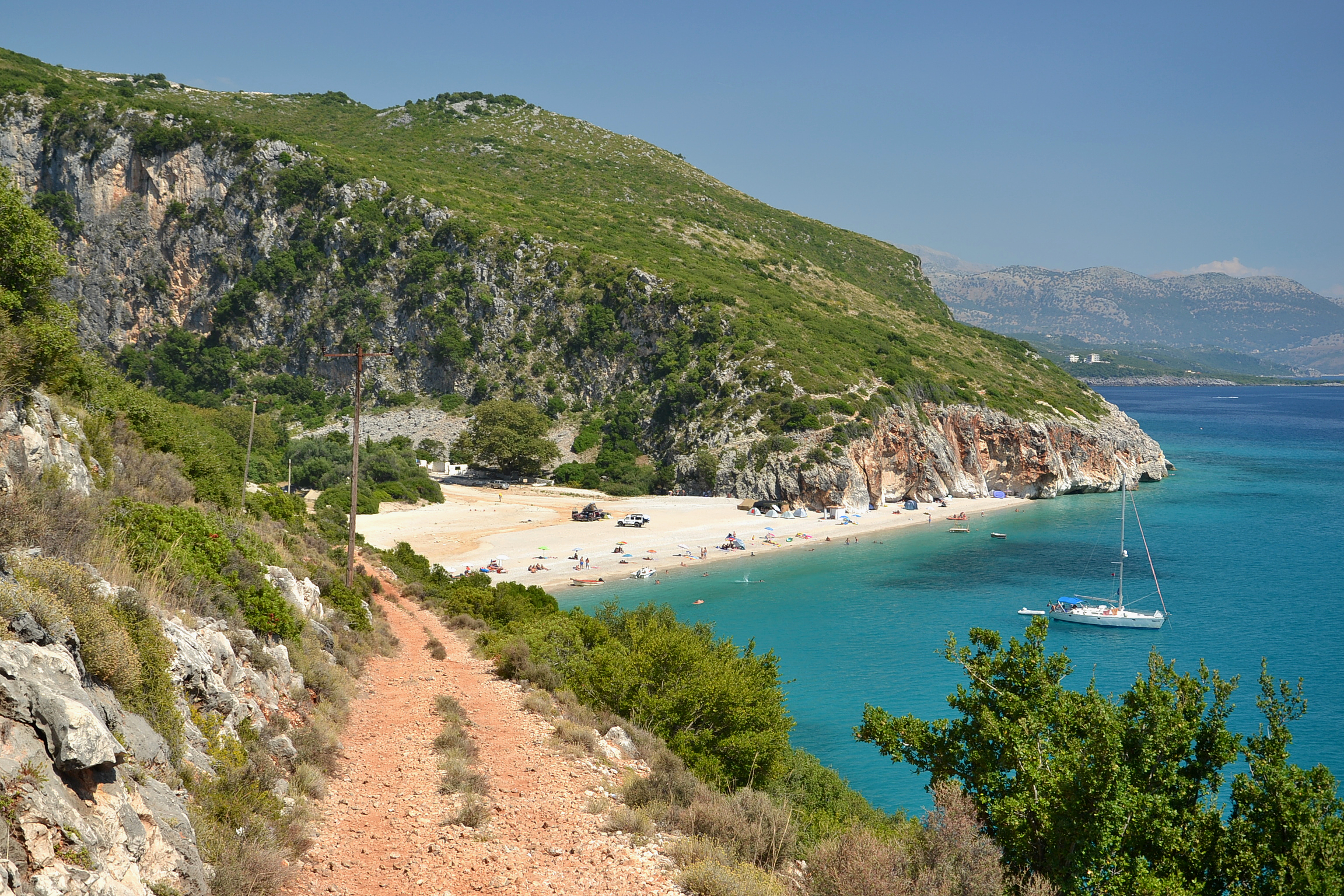
Gjipe, en el sur de Albania, donde el mar Adriático se une al mar Jónico

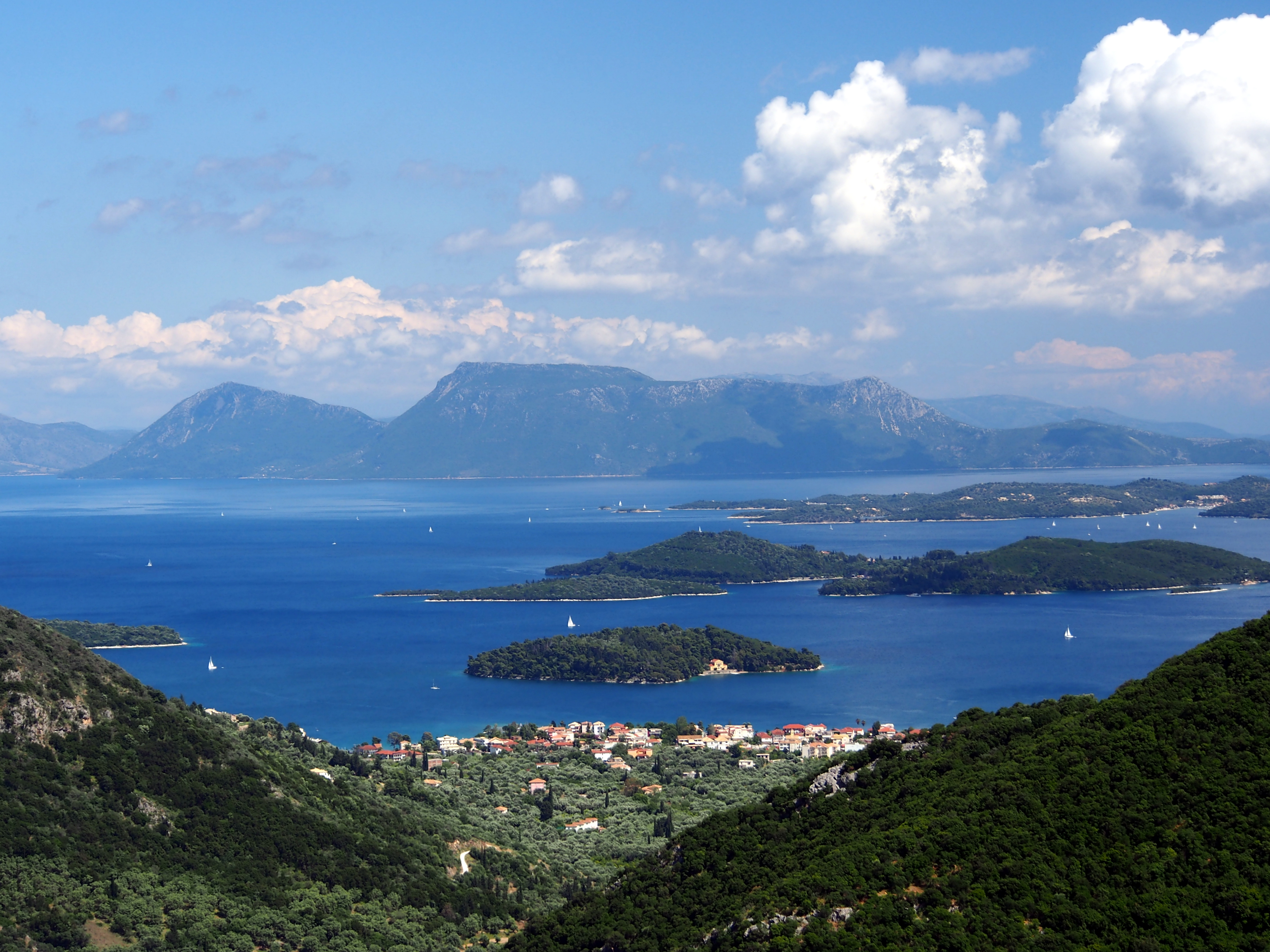
El mar Jónico, vista desde la isla de Lefkada, Grecia

De sur a norte en el oeste, luego de norte a sur en el este:
- Siracusa, puerto, O
- Catania, puerto, O
- Messina, puerto, O
- Tarento, puerto, N
- Himara, pequeño puerto, NE
- Saranda, puerto y playa, NE
- Corfú, puerto, E
- Igumenitsa, puerto, E
- Parga, puerto pequeño, E
- Préveza, puerto, E
- Ástaco, puerto, E
- Argostoli, puerto, E
- Patras, puerto, E
- Ciparisia, puerto, E
- Pilos, puerto, E
- Modona, puerto pequeño y una playa
- Islas Jónicas

## Golfos y estrechos
- Estrecho de Mesina, O
- Golfo de Catania, O
- Golfo de Augusta, O
- Golfo de Tarento, NO
- Golfo de Squillace, NO
- Golfo de Arta, E
- Golfo de Patras, que conecta con el Golfo de Corinto, ESE
- Golfo de Ciparisia, SE
- Golfo de Mesenia, SE
- Golfo de Laconia, ESE

## Islas
- Corfú
- Cefalonia
- Ítaca
- Zacinto
- Lefkada
- Paxoí
- Citera

### Cefalonia
Cefalonia es la isla más grande del oeste de Grecia. Es la sexta isla más grande de Grecia y una entidad regional independiente de la región de las Islas Jónicas. Su capital es Argostoli. 
La isla de Cefalonia tiene 773 kilómetros cuadrados y se encuentra en el corazón de la zona sísmica. Cada año se producen numerosos temblores menores. El último gran terremoto se registró en 1953. Destruyó todos los asentamientos de la isla excepto Fiskardo, en el norte.

### Corfú
Corfú es una pequeña isla griega conocida por su rico patrimonio cultural y sus tradiciones, que se remontan a la civilización griega. Fue escenario de antiguas batallas y guerras medievales. Fue uno de los baluartes que repelieron con éxito los intentos de conquista otomanos y siguió siendo uno de los asentamientos más fortificados en el siglo XVIII.

### Itaca
La isla de Ítaca se identifica con la Ítaca de Homero, el hogar de Odiseo, protagonista de su famosa obra Odisea.

## Islotes
- Anticitera
- Antípaxos
- Arkoudi
- Atokos
- Kalamos
- Kastos
- Islas Ksamil
- Kravia
- Kythros
- Lazareto (Ítaca)
- Lazaretto (Corfú)
- Meganisi
- Navtilos
- Pontikonisi
- Proti
- Esfacteria
- Skorpios
- Sparti (Lefkada)
- Estrófades
- Vido